# ولایت فقیه: ولایت فقاهت و عدالت
ولایت فقیه؛ ولایت فقاهت و عدالت تالیف آیت‌الله جوادی آملی کتابی است که به تبیین نظریه ولایت فقیه در اسلام می‌پردازد. این کتاب توسط انتشارات اسراء به چاپ رسیده است.

## فهرست مطالب
این کتاب در هفت فصل تدوین شده است که عبارتند از
فصل اول: انسان، آزادی، عبودیت، قانون
فصل دوم: حکومت اسلامی و اهداف آن
فصل سوم: ضرورت ولایت فقیه
فصل چهارم: ولایت فقیه یا وکالت فقیه؟
فصل پنجم: وظایف و اختیارت ولی فقیه
فصل ششم: امام خمینی؛ ولایت فقیه، عزت مردم
فصل هفتم: پرسش و پاسخ؛ نقد و جواب پیرامون:
- حکومت دینی، حکومت اسلامی
- ضرورت ولایت فقیه و جایگاه علمی آن
- نصب ولایت، انتخاب
- جایگاه مجلس خبرگان
- ولایت مطلقه و اختیارات رهبر
- جمهوری اسلامی و نقش مردم
- قانون اساسی؛ جامعه مدنی، دموکراسی

## لینکها
دانلود